# 度假區總站
度假區總站（日语：／ Resort Gateway Station */?），是一個位於日本千葉縣浦安市舞濱，屬於迪士尼度假區線的鐵路車站。
車庫出庫的車輛以此站為始發站，最終列車也只限以此站終到。
此站可以轉乘JR東日本京葉線舞濱站。

## 歷史
- 2001年（平成13年）7月27日：開業。

## 車站構造
車站月台位於4樓，2面1線，設有月台閘門。月台分為上車專用和下車專用月台，行進方向左側是下車月台，右側則是上車月台。此站與舞濱站以天橋商店街相鄰的商業設施「伊克斯皮兒莉」連接。
上車月台可由JR舞濱站側入口。當伊克斯皮兒利營業時，伊克斯皮兒利內2樓的閘口也可入閘，但2018年5月29日起不可再使用這個閘口。2樓大堂至4樓的月台可使用升降機、直通4樓的扶手電梯和樓梯、途經3樓大堂的升降機和樓梯。
下車月台可使用下降到3樓大堂的扶手電梯和樓梯、2樓大堂則以升降機連接。下車月台與2樓大堂有直通扶手電梯，沒有樓梯。

## 使用情況
2017年（平成29年）度的1日平均上車人次為18,848人。此站是迪士尼度假區線與京葉線舞濱站的轉乘站，使用人數僅次於東京迪士尼海洋站。
- 啟用年度於2001年度的1日平均上車人次為37,663人，在日本單軌電車（日语：日本のモノレール）車站當中僅次於東京單軌電車羽田機場線單軌電車濱松町站，上車人次位於第2位。

開業以後各年度1日平均上車人次推移如下表。
| 年度               | 1日平均 上車人次 | 來源     |
| ------------------ | ---------------- | -------- |
| 2001年（平成13年） | 37,663           | [ * 1 ]  |
| 2002年（平成14年） | 17,160           | [ * 2 ]  |
| 2003年（平成15年） | 15,286           | [ * 3 ]  |
| 2004年（平成16年） | 14,036           | [ * 4 ]  |
| 2005年（平成17年） | 14,220           | [ * 5 ]  |
| 2006年（平成18年） | 14,903           | [ * 6 ]  |
| 2007年（平成19年） | 12,784           | [ * 7 ]  |
| 2008年（平成20年） | 13,543           | [ * 8 ]  |
| 2009年（平成21年） | 13,893           | [ * 9 ]  |
| 2010年（平成22年） | 13,881           | [ * 10 ] |
| 2011年（平成23年） | 14,080           | [ * 11 ] |
| 2012年（平成24年） | 15,887           | [ * 12 ] |
| 2013年（平成25年） | 17,062           | [ * 13 ] |
| 2014年（平成26年） | 16,849           | [ * 14 ] |
| 2015年（平成27年） | 18,053           | [ * 15 ] |
| 2016年（平成28年） | 18,715           | [ * 16 ] |
| 2017年（平成29年） | 18,848           | [ * 17 ] |

備註
1. ↑  2001年7月27日開業。開業日至翌年3月31日為止合計248日間的資料。

## 車站周邊
- 舞濱站（JR東日本京葉線、武藏野線）
- 伊克斯皮兒莉
- 東京迪士尼樂園歡迎中心
- 迪士尼大使大飯店
- 舞濱圓形劇場
- 舞濱夢幻門戶酒店（日语：ホテルドリームゲート舞浜）（不是東京迪士尼度假區設施）

## 巴士路線
車站沒有巴士總站，但舞濱站接近巴士總站。參見舞濱站#巴士路線。

## 相鄰車站
舞濱度假區線
迪士尼度假區線
東京迪士尼海洋 → 度假區 → 東京迪士尼樂園

## 外部連結
- STATION【車站介紹】 （页面存档备份，存于） - 舞濱度假區線
- 【官方】車站資訊、運行時間 | 東京迪士尼樂園 （页面存档备份，存于）